# Manoir de la Noë-Sèche
Le manoir de la Noë-Sèche est situé à Le Fœil, en France.

## Localisation
Le manoir est situé sur la commune de Le Fœil dans le département des Côtes-d'Armor, dans la région Bretagne.

## Description
Il existait au Moyen Âge une importante demeure seigneuriale dont subsistent un manoir ayant subi de nombreuses modifications, et une petite construction qui devait être une porterie du XVe siècle. À l'intérieur, plafonds à solives moulurées. À l'extérieur, tourelles, pignons, portes d'entrées accouplées.
La partie la plus ancienne du château est l'aile gauche, qui date de la fin du XIVe siècle, qui contient la bibliothèque de l’amiral Jules de Cuverville avec des centaines d’ouvrages sur l’histoire militaire, des ouvrages religieux, scientifiques, des cours de langue anglaise, etc.. et un oratoire ; la partie centrale, construite fin XVIe siècle début XVIIe siècle accueille la salle du chapitre ; c'était alors une commanderie de l'Ordre de Malte. L'aile droite, plus récente, abrite des gîtes et le logement privé des propriétaires actuels, Arnaud de Rochebouet (arrière-arrière-petit-fils de l'amiral Jules de Cuverville, qui habita le château) et son épouse.

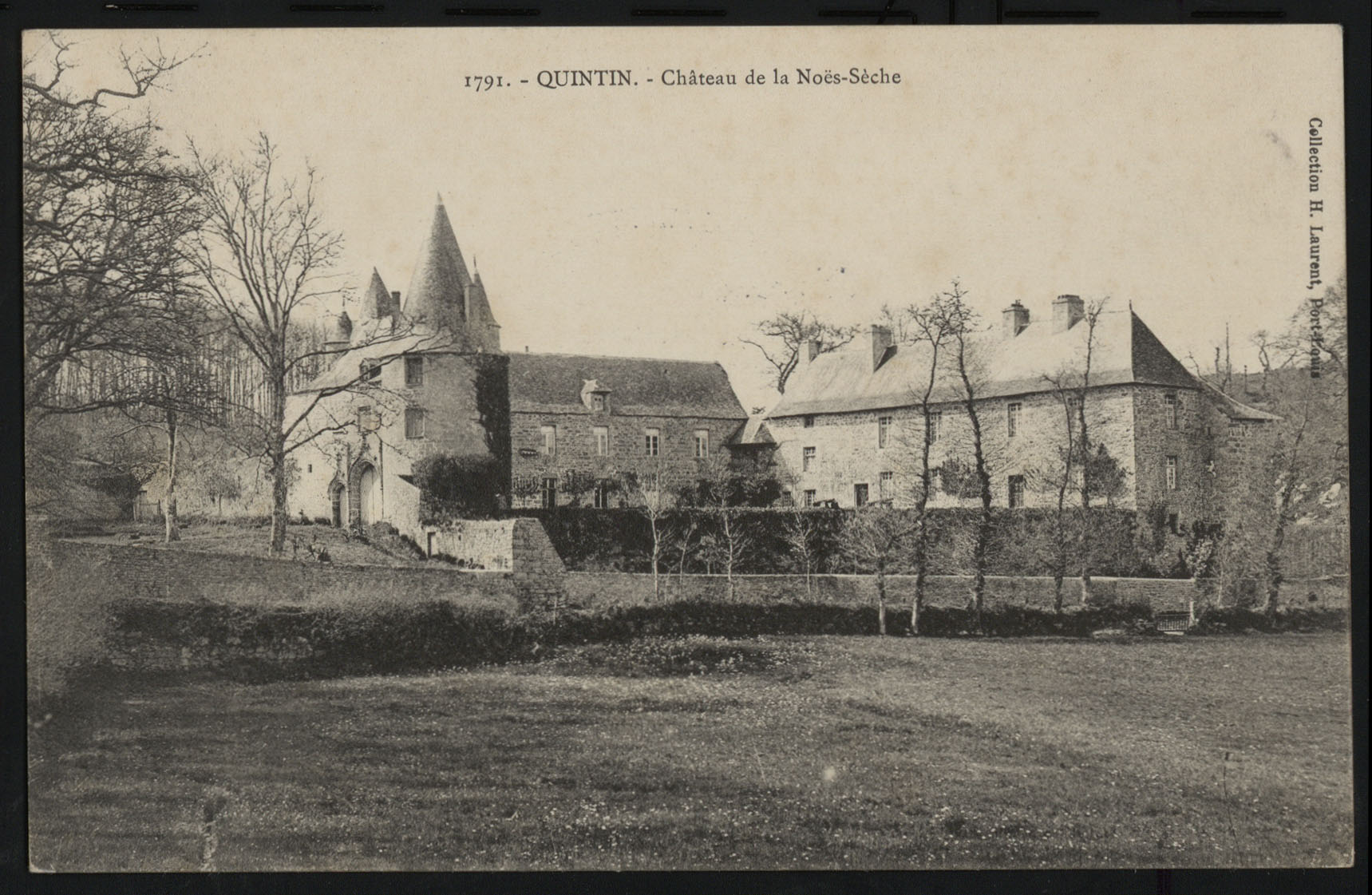
Le manoir de la Noë-Sèche au début du XXe siècle : vue générale (carte postale).
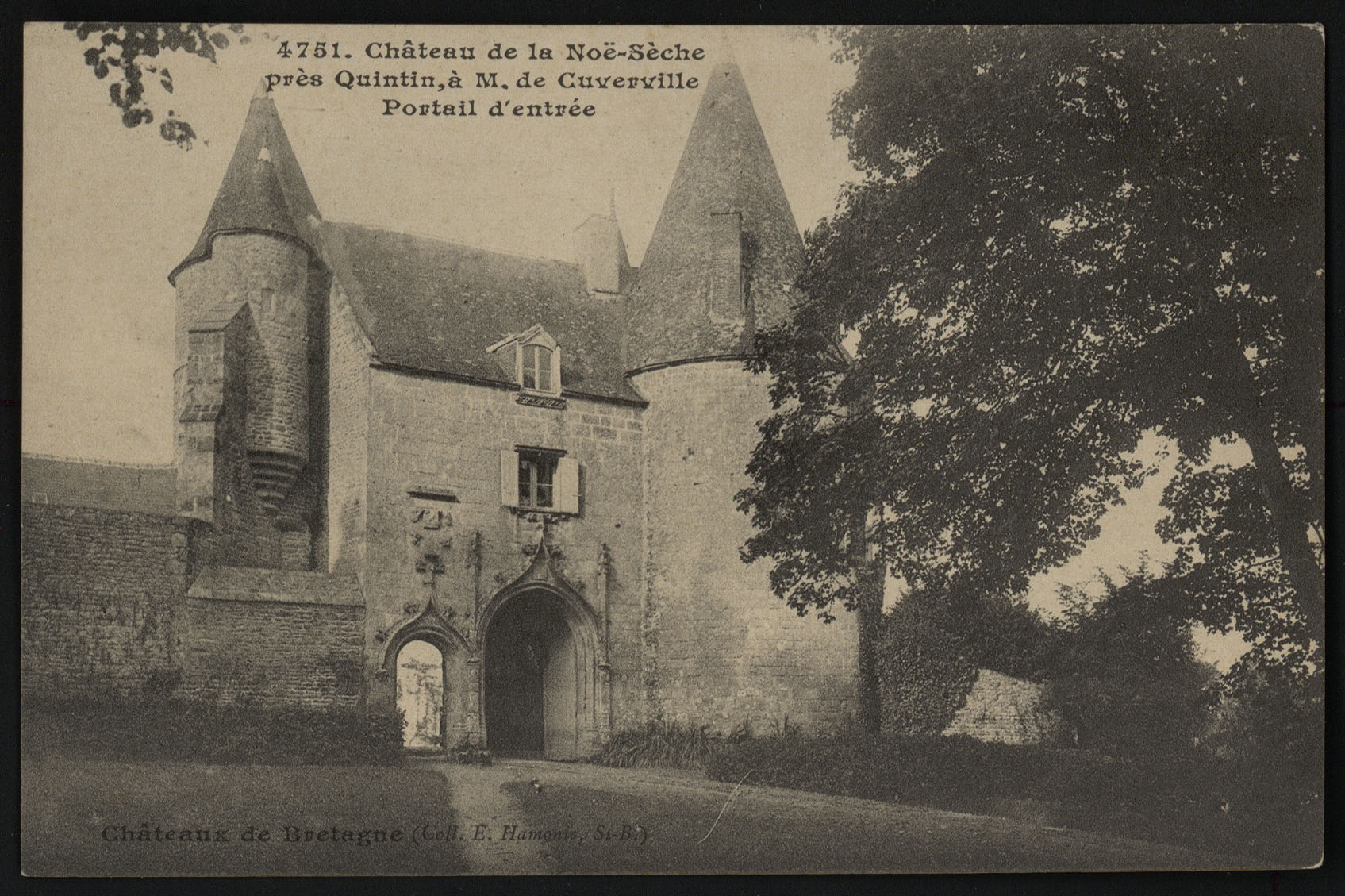
Le manoir de la Noë-Sèche au début du XXe siècle : Portail d'entrée (carte postale).
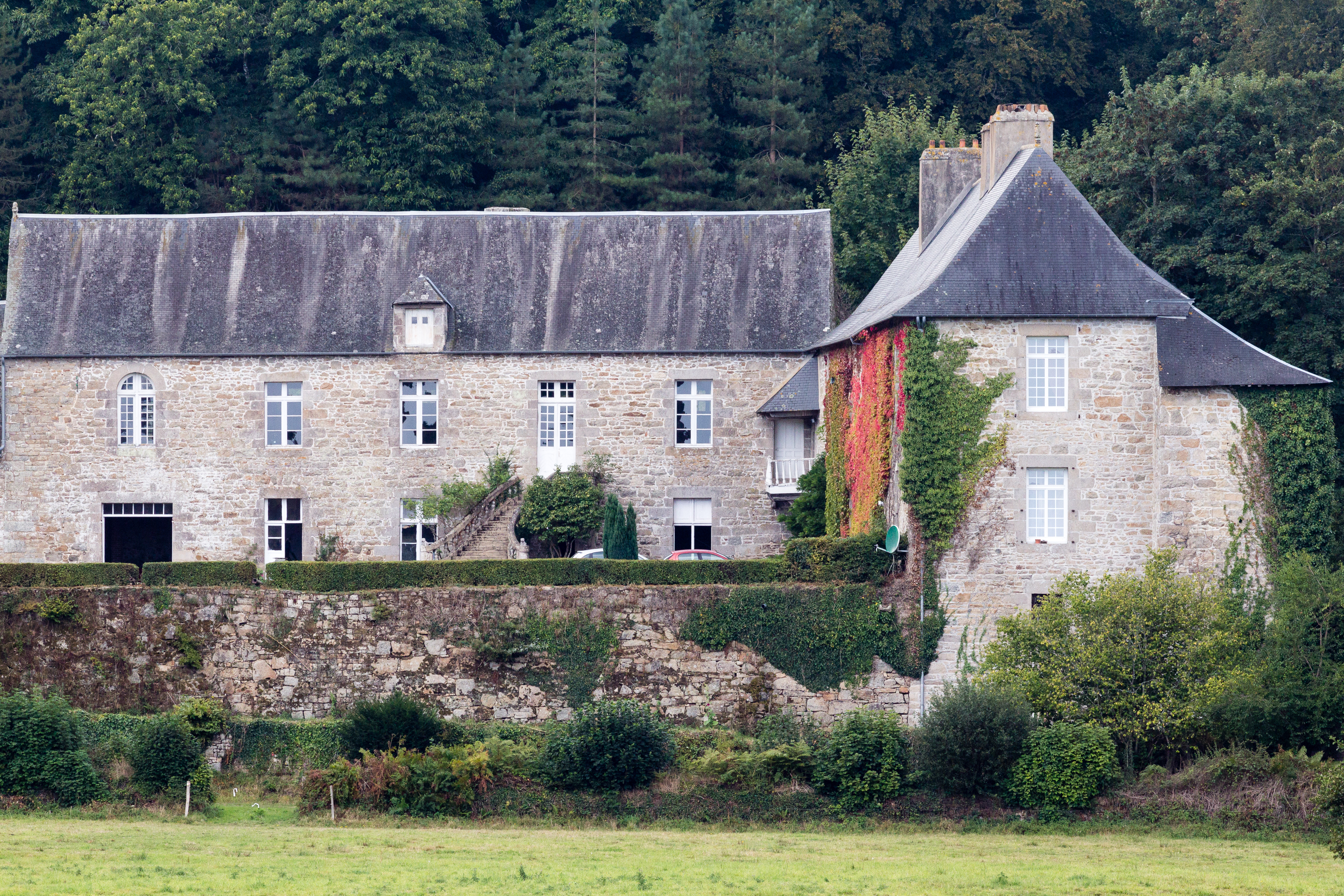
Le manoir de la Noë-Sèche en 2016 : vue partielle.
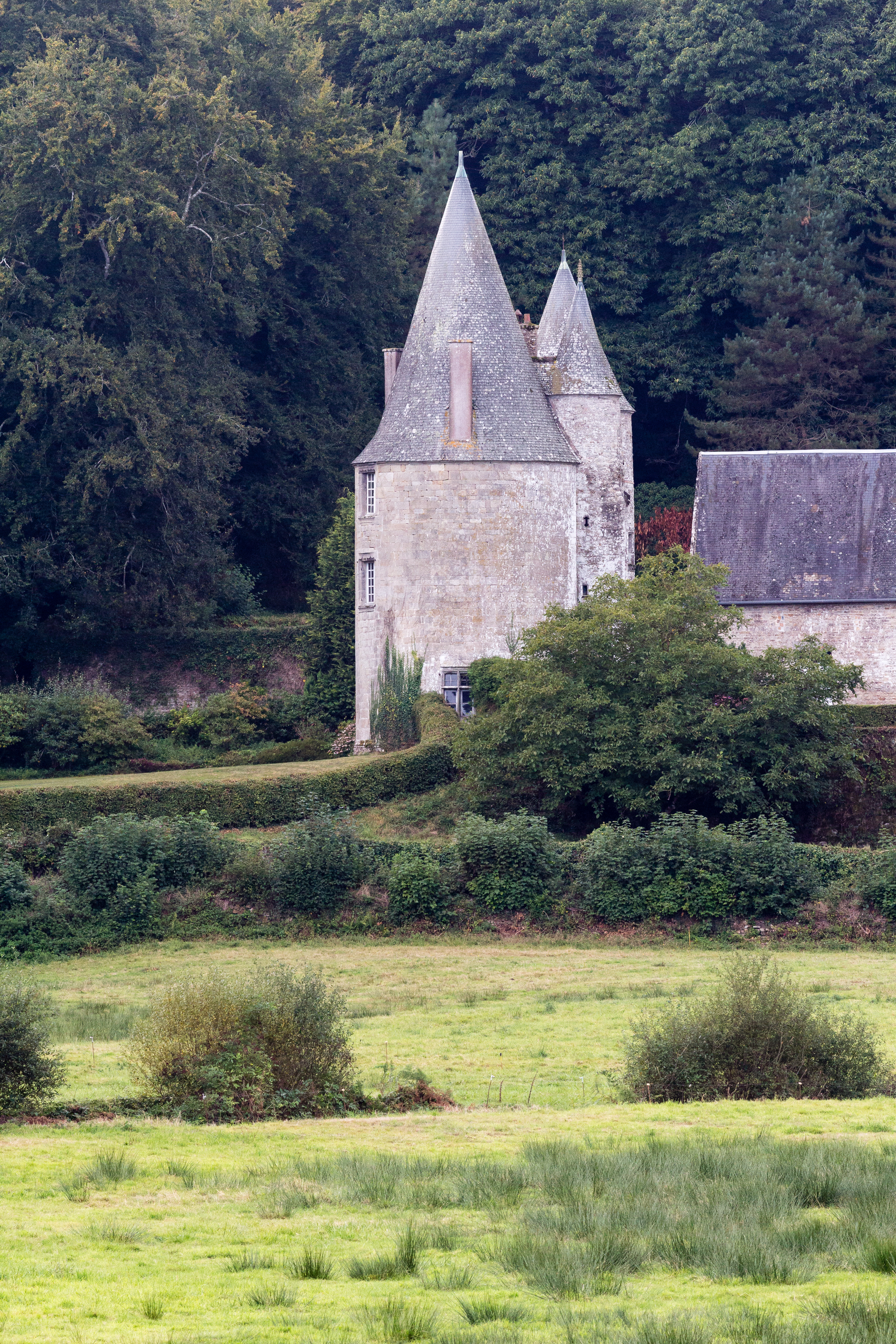
Le manoir de la Noë-Sèche en 2016 : les tours du portail d'entrée.

## Historique
Le manoir est classé partiellement au titre des monuments historiques par arrêté du 17 juin 1936.

## Protection
Élément protégé : le bâtiment d'entrée.